# Малина Маріанна Степанівна
Малина Маріанна Степанівна (нар. 18 вересня 1967, Холмськ, Сахалін) — українська письменниця, перекладачка, сценаристка. Лауреатка національного конкурсу «Коронація слова» 2008 за містичний роман «Фіолетові діти».
Дворазова лауреатка конкурсу «Коронація слова» у номінації «Романи». Авторка перекладу вірша Вільяма Хейлі «Invictus» українською мовою, який став гімном змагань «Ігри нескорених»

## Біографія
Народилась в містечку Холмськ на о. Сахалін (батько — моряк, мати — вчителька англійської та німецької мов). Дитячі роки провела в Україні в Полтавській області в селі Хомутець, потім в містах Гуляйполе і Скадовськ. Отримала диплом радіотехніка в Запорізькому технікумі електронних приладів. Пізніше отримала фах «економіка підприємств», закінчивши Харківську національну академію міського господарства.
У 1987 році одружилася, переїхала до Євпаторії. Видавала газету «Місто майстрів». Була редактором журналу УФО (Український фантастичний оглядач). Зараз мешкає в місті Київ. Входить у низку літературних об'єднань.
У 2008 році стала лауреатом національного конкурсу «Коронація слова» за містичний роман про дітей з екстрасенсорними здібностями «Фіолетові діти». Роман перекладено грецькою і видано грецьким видавництвом «KINHTPO» в перекладі Ірини Мірошниченко під загальною редакцією Ангелоса Скемпріса.
У 2015—2016 роках модерувала заходи проекту «Інтелектуальні дискусії».

## Жанри
Письменниця пише в жанрах:
- Проза
- Романи, новели та оповідання
- Детективне
- Містичний детектив
- Фантастичний детектив
- Фантастичне
- Міське
- Молодіжне

## Творчий доробок
Найбільш відомими стали романи письменниці:
- Фіолетові діти, м. Київ: Країна мрій, 2009. — 224 с. — (Серія: Фієста).
- «Via combusta (Випалений шлях)» (2010), м. Київ: Країна мрій, 2010. — 256 с. — (Серія: Фієста).
- Підбірка оповідань у збірці «Палітра смаків», КМ-БУКС, 2016
- Детективне оповідання «Переконайтесь самі» (у співавторстві з Радієм Радутним у збірці Без терміну давності, 2016
- Оповідання в жанрі горор «Червоні руки», альманах «Запорізька книжкова толока», 2016
- Фантастичне оповідання «Виключно по прямій», журнал «Світ фентезі», 2015
- Колективна збірка оповідань та новел «Палітра смаків» із серії «П'ять зірок» (редакція Міли Іванцової), 2017